# Looking Glass
Looking Glass to EP-ka wydana 8 maja 2008 roku przez zespół The Birthday Massacre, na której znalazło się osiem utworów (w tym cztery remiksy) oraz teledysk do tytułowej piosenki. 

## Lista utworów
1. "Looking Glass (Single Version)" - 4:31
2. "Falling Down (Crawling Pulse Mix)" - 4:18
3. "Shiver" - 3:04
4. "Red Stars (Lukewarm Lover Mix)" - 3:38
5. "Nowhere" - 2:06
6. "Red Stars (Space Lab Mix)" - 6:55
7. "Weekend (NYC 77 Mix)" - 4:04
8. "I Think We're Alone Now" - 3:57
9. "Looking Glass (Quicktime Video)" - 4:37